# Janus Robberts
Janus Robberts (eigentlich Jan Mattheus Robberts; * 30. Juni 1972 in Louis Trichardt) ist ein ehemaliger südafrikanischer Kugelstoßer, der auch als Diskuswerfer erfolgreich war.
1998 in Annecy wurde er Vizejuniorenweltmeister.
1999 schied er bei den Leichtathletik-Weltmeisterschaften in Sevilla in der Qualifikation aus und gewann Silber bei den Panafrikanische Spiele In Johannesburg. Bei den Olympischen Spielen 2000 in Sydney wurde er Siebter, bei den Weltmeisterschaften 2001 in Edmonton Elfter.
2002 holte er bei den Commonwealth Games in Manchester Silber im Kugelstoßen und wurde Siebter im Diskuswurf. Bei den Afrikameisterschaften in Radès siegte er in beiden Disziplinen. Im Jahr darauf scheiterte er bei den Weltmeisterschaften 2003 in Paris/Saint-Denis in der Vorrunde. 2004 verteidigte er bei den Afrikameisterschaften in Brazzaville seinen Titel im Kugelstoßen, kam aber bei den Olympischen Spielen in Athen nicht über die erste Runde hinaus. Bei den Weltmeisterschaften 2005 in Helsinki gelang ihm in der Qualifikation kein gültiger Versuch.
2006 siegte er bei den Commonwealth Games in Melbourne und errang Silber bei den Afrikameisterschaften in Bambous. 2008 folgte eine Bronzemedaille bei den Afrikameisterschaften in Addis Abeba.

## Bestleistungen
- Kugelstoßen: 21,97 m, 2. Juni 2001, Eugene (Afrikarekord)
  - Halle: 21,47 m, 1. Dezember 2001, Norman (Afrikarekord)
- Diskuswurf: 62,37 m, 31. Mai 2002, Baton Rouge